# Louboutin (Frenna)
Louboutin is een lied van de Nederlandse rapper Frenna in samenwerking met hiphopartiesten Jonna Fraser, Emms en Idaly. Het werd in 2018 als single uitgebracht en stond in hetzelfde jaar als vierde track op het album Francis van Frenna.

## Achtergrond
Louboutin is geschreven door Ozhora Miyagi, Jonathan Jeffrey Grando, Idaly Faal, Francis Junior Edusei, Emerson Akachar, Placido Diego Elson, Delaney Alberto en John Clinton Mbengi en geproduceerd door Ozhora Miyagi en Diquenza. Het is een nummer uit het genre nederhop. In het lied rappen de artiesten over een vrouw waar de liedvertellers graag bij willen zijn, maar die deels bij de liedverteller is om zijn geld. In het lied en in de titel wordt een verwijzing gemaakt naar het modemerk Louboutin. De single heeft in Nederland de dubbelplatina status.
Het is de eerste keer dat de drie artiesten samen tegelijkertijd op een track te horen zijn. Wel werd er onderling meermaals met elkaar samengewerkt. Zo stonden Frenna, Emms en Jonna Fraser met z'n drieën al op My love. Na Louboutin werkten Jonna Fraser, Emms en Idaly nog een keer samen op Comfort zone. Jonna Fraser en Frenna waren verder ook al te horen op onder andere Ik kom bij je en Architect en herhaalden de samenwerking onder andere op Mamacita, Dior money en Ova you. Ook brachten ze nog samen het album Championships uit. Met Emms had Frenna al samengewerkt op onder meer Laten gaan en 16 millions. Met Idaly was het de eerste keer dat Frenna te horen was op een hitsingle, maar de samenwerking werd wel herhaald op onder meer Paris, Eigenaar en Betalen voor dit. Jonna Fraser en Idaly werkten onder andere al samen op Hoog / laag en I want you. Ten slotte was het de eerste keer dat Idaly en Emms samenwerkten; een samenwerking die ze succesvol herhaalden op Birthday en Amazin'.

## Hitnoteringen
De artiesten hadden succes met het lied in de hitlijsten van het Nederlands taalgebied. Het piekte op de tweede plaats van de Nederlandse Single Top 100 en stond 23 weken in deze hitlijst. In de Nederlandse Top 40 stond het zeven weken genoteerd, waarin de piekpositie de zestiende plek was. Er was geen notering in de Vlaamse Ultratop 50; het kwam hier tot de negentiende positie van de Ultratip 100.